# IC 5057
IC 5057 — галактика типу * (зірка) у сузір'ї Водолій.
Цей об'єкт міститься в оригінальній редакції індексного каталогу.